# Klaviersonate Nr. 22 (Beethoven)
Ludwig van Beethovens Sonate Nr. 22 F-Dur op. 54 entstand überwiegend im Frühjahr 1804. Die erhaltenen Skizzen vom zweiten Satz lassen sich auf Mai/Juni 1804 datieren.
Die Stellung der Sonate zwischen der Waldsteinsonate und der Appassionata hat nach Joachim Kaiser immer wieder dazu geführt, den Rang dieser „anspruchsvolle[n] zweisätzige[n] Sonate“ betonen zu müssen, weil sie von diesen „Gipfelwerken abendländischer Musik“ überragt werde. Ein vollgültiges Werk Beethovens sei sie aber dennoch, entspreche „dem Klischee-Bild der Beethoven-Verächter“ aber kaum. Von „verspielt artifizielle[m]“ Charakter bleibe sie „Allem Titanismus und Heroismus, aller rhetorischen Gewaltsamkeit“ fern.
Mit zwei Sätzen und einer relativ kurzen Dauer von 12 Minuten ist sie formell eine kleine Sonate Beethovens.
Die Originalausgabe erschien im April 1806 – ohne Widmung – im Kunst- und Industrie-Comptoir in Wien.

## Tonumfang und fehlende Widmung
Auffallend ist, dass die Sonate im Gegensatz zu anderen Klavierwerken dieser Zeit für ein nur 5-oktaviges Instrument entstand (Umfang F1 bis f3). Ein solches Instrument besaß jedoch Therese von Zandt, später benutzte es ihr Sohn, der Komponist Norbert Burgmüller („ein alter fünfoctaviger Flügel, das dürre Instrument, auf dem seine Mutter gelernt hatte“). Folgt man der These des Beethoven-Forschers Klaus Martin Kopitz, nach der Therese von Zandt 1803/04 „sieben volle Monate“ Beethovens Geliebte war, so erklärt sich auch, warum das Werk dann ohne Widmung erschien: Sie heiratete 1805, ein Jahr vor Erscheinen der Sonate.

## Aufbau

### Erster Satz
In Tempo d’un Menuetto; F-Dur; 3/4-Takt; Fünfteilige Menuett-Form; 154 Takte
Der erste Satz in ruhigerem Tempo enthält zwei sich abwechselnde Themen. Das fünfteilige Schema ist ABABA.
Das erste Thema entwickelt sich aus einem einigen Motiv, das bereits im ersten Takt auftritt, mit punktiertem Rhythmus. Es spannt sich über 24 Takte, bis das zweite Thema einsetzt. Es erscheint zunächst ebenfalls in F-Dur und basiert auf einer triolischen Bewegung, moduliert aber überraschend nach As-Dur. Über f-moll wird wieder das erste Thema erreicht, nun von Verzierungen umspielt. Es erscheint wieder das zweite Thema, welches allerdings nur für 12 Takte auftritt. Es folgt eine weitere Variation des ersten Themas, die in einer viertaktigen Triller-Episode mündet. Was folgt, ist eine Coda auf dem Orgelpunkt f. Kurz vor Schluss will ein fortissimo den Hörer erschrecken, bevor die Dynamik wieder ins pianissimo zurücksinkt.

### Zweiter Satz
Allegretto; F-Dur; 2/4-Takt; zweiteilige Form mit Coda; 188 Takte
Der zweite Satz in schnellerem Tempo erinnert in seiner Form an das Finale der Sonate op. 10 Nr. 2, in seinem Charakter an das Finale der Sonate op. 26. Die unermüdliche Sechzehntelbewegung des Satzes lässt ihn als Perpetuum Mobile erscheinen. Das einzige Thema, die ersten beiden Takte, wird durch verschiedene Tonarten geführt und endet in einer Stretta mit triumphaler Schlusssteigerung. („Più Allegro“)